# Даґмар Бремен
Даґмар Бремен (нім. Dagmar Bremer, 13 вересня 1963) — німецька хокеїстка на траві.
Срібна призерка Олімпійських Ігор 1984 року, учасниця 1988 року.